# مقاطعة هارنيت (كارولاينا الشمالية)
مقاطعة هارنيت (بالإنجليزية: Harnett County)‏ هي إحدى مقاطعات ولاية كارولاينا الشمالية في الولايات المتحدة الأمريكية. مركز المقاطعة أو مقعدها هي مدينة ليلينغتون. تأسست هذه المقاطعة سنة 1855.أصل هذه المقاطعة يأتي من: مقاطعة كومبرلاند.

## أعلام
- هيرب توماس
- بيل أفيري